# Bureau de Téhéran de l'institut archéologique allemand
Le bureau de Téhéran (Außenstelle Teheran des Deutschen Archäologischen Instituts) est une des antennes de l'institut archéologique allemand (DAI, Deutsches Archäologisches Institut) qui a son siège à Téhéran. Ouvert officiellement en 1962, le bureau dépend depuis 1996 du département eurasiatique de l'institut archéologique allemand.

## Historique
La fondation du bureau de Téhéran de l'Institut archéologique allemand a  lieu dans la période d'ouverture de l'Iran envers l'occident sous le régime du chah Mohammad Réza, mais elle est aussi le fruit d'une longue tradition archéologique de l'Allemagne et des pays germanophones en Iran et dans les régions limitrophes. Parmi les fameux archéologues allemands qui ont été précurseurs, l'on peut distinguer Herzfeld, Sarre, Belck ou encore Lehmann-Haupt. Entre les deux guerres mondiales, différentes antennes du DAI ouvrent, comme au Caire, mais pour des raisons de coût, il est impossible d'ouvrir une représentation à Téhéran. Cependant Wilhelm Eilers parvient à ouvrir en 1937 un petit bureau de soutien logistique à Ispahan, mais il ferme en septembre 1941 à cause de l'invasion anglo-soviétique. Une partie de la bibliothèque est transférée au bureau de Bagdad de l'institut archéologique allemand. 
Après la guerre, ce n'est qu'en 1957 que peut avoir lieu une première expédition allemande, qui s'effectue dans le nord-ouest de l'Iran. C'est alors qu'ont lieu les premières discussions en vue de l'ouverture d'une antenne de la DAI à Téhéran. Après le début des premières fouilles sur le site sassanide de Takht-e Soleyman en 1959, un premier bâtiment est loué en 1960 à Téhéran dans le quartier d'Elahiyeh. Le nouveau bureau de Téhéran est officiellement formé le 22 septembre 1962. Il déménage en 1973 dans des locaux plus grands, dans le quartier de Vanak.
La situation politique en Iran après la révolution islamique de 1979 rend le séjour des employés allemands au bureau de Téhéran difficile, voire impossible, si bien qu'ils ne tardent pas à rentrer en Allemagne. Toutefois quelques activités perdurent. Après la résiliation de l'accord culturel bilatéral en 1987, l'antenne doit fermer. Cependant des fouilles et des excavations archéologiques sont menées encore par des missions allemandes dans des périodes limitées.
Depuis lors, les scientifiques de la DAI effectuent leur travail à partir de Berlin et se rendent en voyage en Iran pour leurs travaux de terrain pendant de courts séjours. Une antenne dépendant du département eurasiatique est formée à partir de 1996. Auparavant fortement influencée par l'archéologie classique et l'histoire de l'architecture, l'antenne de Téhéran s'est orientée à partir de 1997 vers des projets interdisciplinaires, comme le projet de l'exploitation minière et de la métallurgie antiques dans le haut-plateau iranien occidental. Le bureau de Téhéran s'intéresse également à l'archéologie de la Préhistoire avec des méthodes archéométriques.
Depuis 2005, l'institut archéologique allemand appuie le ministère iranien de la Culture, du Patrimoine, de l'Artisanat et du Tourisme, dans différents sites archéologiques, comme en 2005-2006 pour les fouilles de Darre-ye Boyaghi, près du barrage de Sivand.

## Direction du bureau
- 1960: Hans Henning von der Osten (nommé et mort avant d'avoir pu exercer sa mission)
- 1961-1971: Heinz Luschey
- 1971-1995: Wolfram Kleiss
- 1995-1999: Dietrich Huff
- Depuis l'an 2000: Barbara Helwing

## Bibliothèque et photothèque
La bibliothèque du bureau de Téhéran n'a cessé de s'accroître depuis ses débuts, et comprenait déjà 14 250 volumes en 1981. Avec la fondation du département eurasiatique en 1996, une partie de la bibliothèque est transférée à Berlin. Aujourd'hui la bibliothèque du bureau de Téhéran comprend environ 11 000 volumes, couvrant toute sorte de sujets concernant surtout le Moyen-Orient et l'Asie centrale, comme l'histoire de l'art de ces régions, ainsi que leur archéologie, leur histoire architecturale et leur histoire antique. Elle possède un grand nombre d'ouvrages traitant aussi de l'iranistique, de l'archéologie depuis la période islamique et de l'histoire de ces contrées en général.
La photothèque comprend une vaste collection de clichés dont le sujet est l'archéologie de l'ancienne Perse, ainsi que l'histoire de l'art iranien. Elle comprend aussi toute la documentation des fouilles organisée par le bureau de Téhéran dans les sites de Behistoun, Bastam, Takht-e Soleyman, Zendan-e Soleyman et Firouzabad. La photothèque est actuellement conservée au département eurasiatique dont le siège est à Berlin. Il est possible de voir une sélection d'images grâce à la base de données en ligne Arachne.

## Publications
Depuis 1968 le bureau fait paraître la revue scientifique annuelle Archäologische Mitteilungen aus Iran und Turan (avant 1996 Archäologische Mitteilungen aus Iran),. Elle traite de l'archéologie de l'Iran ainsi que de des zones extra-frontalières au nord et à l'est du pays. Les articles sont publiés en allemand et en anglais et certains en français. 
Depuis 1997, le bureau publie des monographies sous l'intitulé Archäologie in Iran und Turan, qui traitent de l'archéologie de l'Iran et de l'espace persan au-delà des frontières de l'Iran actuel.

## Source
- (de) Cet article est partiellement ou en totalité issu de l’article de Wikipédia en allemand intitulé « Außenstelle Teheran des Deutschen Archäologischen Instituts » (voir la liste des auteurs).